# XO-3
XO-3 — звезда в созвездии Жирафа. Звезда имеет видимый блеск в 10m, и не видна невооружённым глазом. Для её поиска требуется небольшой телескоп. В средних широтах Северного полушария видна круглый год. Имеет спектральный класс F5, несколько массивнее, больше и горячее Солнца.

## Планетная система
В 2007 году у этой звезды с помощью телескопа XO транзитным методом был обнаружен тяжёлый газовый гигант XO-3b. Его масса составляет 11,8 масс Юпитера — около границы с лёгкими коричневыми карликами. Планета чрезвычайно близка к звезде (0,04 а. е.) и, следовательно, горяча. Её размер немного (1,32 раза) превышает юпитерианский.